# Acmaea dalliana
Acmaea dalliana är en snäckart som först beskrevs av Philippi 1891.  Acmaea dalliana ingår i släktet Acmaea och familjen Acmaeidae. Inga underarter finns listade i Catalogue of Life.